# Эрнандес, Дани
Даниель «Дани» Эрнандес Сантос (исп. Dani Hernández; род. 21 октября 1985, Каракас) — венесуэльский футболист, вратарь. Выступал за сборную Венесуэлы.

## Клубная карьера
Даниэль родился 21 октября 1985 года в Каракасе.
Эрнандес почти до 26 лет играл в низших дивизионах Испании и любительского футбола, играя, в основном, в сообществе Мадрида. Он представлял в течение этого периода времени как «Райо Махадаонда», «Гвадалахара», «Кольядо Вильяльба», «Реал Мадрид С», «Райо Вальекано», «Реал Хаэн», «Уэска», «Валенсия Месталья», «Реал Мурсия», став 26 октября 2010 года «игроком матча» в ничейной (0-0) кубковой игре с «Реал Мадридом» (1-5 итоговый счет). Кроме того, он представлял «Уэску» в Сегунде в первой части чемпионата 2009/10, но выступил только в кубковых матчах.
19 августа 2011 года Эрнандес подписал контракт по схеме 1+2 с «Реал (Вальядолид)» на втором уровне. Первый год он провел, в основном, в качестве дублера Хайме, но из-за травмы своего партнера по команде, Дани выступил, и отличился в плей-оффе и его команда вернулась в Ла Лиге после двухлетнего отсутствия, пропустив только один матч из четырёх матчей не в стартовом составе.

## Международная карьера
Эрнандес дебютировал в сборной Венесуэле 7 сентября 2010 года в товарищеском матче с Эквадором. В качестве запасного, он был частью команды, которая играла на Кубке Америки 2011 в Аргентине.

## Личная жизнь
Старший брат, Хонаи, также был футболистом. Он тоже провел большую часть своей профессиональной карьеры в Испании, а также был игроком сборной.